# Bepaling van gesteldheid
Een bepaling van gesteldheid is een zinsdeel. Het wordt binnen de redekundige ontleding tot de moeilijke gevallen gerekend. Er is dan ook een tamelijk uitgebreide behandeling nodig.
De bepaling van gesteldheid is ambivalent van karakter, men spreekt daarom ook wel van een dubbelverbonden bepaling. Dit onderscheidt haar van andere zinsdelen:
- Zij voegt nadere informatie toe over de handeling die in het gezegde tot uitdrukking komt.
(In dat opzicht is zij vergelijkbaar met een bijwoordelijke bepaling.)
- Tegelijkertijd verwijst zij naar hetzij het onderwerp, hetzij het lijdend voorwerp van de zin.
(In dat opzicht is zij vergelijkbaar met een bijvoeglijke bepaling.) 
In de volgende voorbeelden wordt steeds aangegeven of de bepaling van gesteldheid bij het onderwerp [O] hoort of bij het lijdend voorwerp [L].

In sectie 1 van dit artikel worden algemene kenmerken van de bepaling van gesteldheid besproken. In sectie 2 komen de verschillende typen ter sprake. Het Nederlands wordt als uitgangspunt genomen, ook al komt de bepaling van gesteldheid in de meeste talen voor. De bepaling van gesteldheid is vet getypt, het relevante onderwerp of lijdend voorwerp onderstreept, het gezegde cursief.

## Bij onderwerp of lijdend voorwerp

### Bij onderwerp
De bepaling van gesteldheid verwijst in de volgende zin zowel naar het gezegde als naar het onderwerp van de zin:
- Jan [O] doorzocht het archief opgewonden.
 Het was  Jan die opgewonden was,  Jan was in een staat van opwinding, maar het doorzoeken geschiedde wel op een opgewonden (koortsachtige) wijze.

### Bij lijdend voorwerp
De bepaling van gesteldheid verwijst zowel naar het gezegde als naar het lijdend voorwerp in:
- De familie vond Kim [L] maar een klungel.
(Kim was een klungel. — Althans, zo vond men, het was misschien niet echt zo.)

### Lijdend voorwerp wordt onderwerp
Een bedrijvende zin die een lijdend voorwerp bevat, kan worden omgezet in een lijdende zin. Het lijdend voorwerp wordt dan onderwerp, en zo verwijst de bepaling van gesteldheid nu naar dat onderwerp:
- Kim [O] werd door de familie maar een klungel gevonden.

## Drie typen
Er zijn drie typen bepalingen van gesteldheid: 

A) bepalingen van gesteldheid tijdens, 

B) ten gevolge van, en 

C) volgens de handeling.

### A) Predicatieve toevoeging
De predicatieve toevoeging of bepaling van gesteldheid tijdens de handeling drukt een actie uit die weliswaar gelijktijdig met de handeling plaatsvindt, maar die voor die handeling niet noodzakelijk is. Dit type bepaling van gesteldheid kan vaak door een bijzin met terwijl worden vervangen.
- Blij/Buiten mijzelf van vreugde/Zingend/Luidkeels zingend van vreugde ruimde ik [O] mijn bureau op (om daarna mijn collega's vaarwel te kussen).

Een predicatieve toevoeging kan ook met het voegwoord als beginnen:
- Als laatste van zijn geslacht overleed baron Alfred  [O] in 1885.

In dit voorbeeld is het moeilijk om de bepaling te onderscheiden van een bijwoordelijke bepaling van hoedanigheid. Het verschil zit hier in de relatie met het onderwerp, die sterker is dan die met het gezegde.

### B) Resultatieve werkwoordsbepaling
De resultatieve werkwoordsbepaling of bepaling van gesteldheid als gevolg van de handeling.
Bij dit subtype drukt de bepaling een gesteldheid uit ten gevolge van de handeling, een toestand die specifiek het gevolg van de handeling is. Daarin ligt voor de betekenis van de zin een kern die eigenlijk (vrijwel) onmisbaar is.
- Piet verft het hek [L] groen.
- Marianne [O] trad op als voogd.
- Uiteindelijk benoemden we haar [L] toch tot secretaris.

#### Bijzondere gevallen
Dit subtype kent een tweetal grammaticaal bijzondere gevallen: het kan verschijnen met een werkwoord dat meestal onpersoonlijk is, en kan voorkomen met een werkwoord dat meestal onovergankelijk is. Met een bepaling van gesteldheid verandert dan de aard van het werkwoord.
Vergelijk onderstaand 'regulier' gebruik:
- Het vriest. (onpersoonlijk; er valt niet goed aan te geven wát er vriest)[1]
- Hij werkte keihard. (geen lijdend voorwerp mogelijk, dus onovergankelijk)

Bijzonder gebruik:
- De kraan [O] vroor vast. (opeens wel een concreet onderwerp)
- Hij werkte zich [L] over de kop. (opeens wel een lijdend voorwerp)

### C) Gesteldheidvolgensde handeling
Dit subtype lijkt enigszins op een resultatieve werkwoordsbepaling, omdat de uitgedrukte gesteldheid eigenlijk afhankelijk is van het werkwoord. Het drukt een toestand uit die weliswaar verband houdt met de handeling van het werkwoord, maar daar niet door bewerkt is en daar dus geen gevolg van is.
Op het onderwerp betrekking hebbend:
- Het lawaai [O] klonk onheilspellend.

Het onheilspellende aspect zit hem in de klank, maar is natuurlijk geen gevolg van die klank.
Als dit type bepaling van gesteldheid bij het lijdend voorwerp hoort, geeft het daarvan eveneens een gesteldheid aan, en wel één die niet door de handeling van het werkwoord bewerkt is, maar daar toch aan gebonden is. Ze geeft een opvatting weer 'van het onderwerp over het lijdend voorwerp'. In het gezegde komt dan ook vaak een werkwoord voor als "vinden", "achten", "verklaren".
- Ik acht/vind/verklaar deze locatie [L] blijvend ongeschikt.